# Feröer gazdasága
Feröer gazdasága egyértelműen a halászat és halfeldolgozás dominanciáját mutatja. A legfontosabb foglalkozási ágak a halászat, az akvakultúra (főként lazac) és az idegenforgalom. A halászati termékeken kívül Feröeren csak néhány mezőgazdasági terméket (juh, burgonya stb.) és vízenergiát tudnak előállítani, minden mást importálni kell.
Az elmúlt években a gazdaság jól teljesített. A munkanélküliség 2008-ra rekordmélységbe, 1,3%-ra süllyedt, miközben az elmúlt évek gyors gazdasági növekedése (2007: 9,3%) fokozatosan lelassult (2008: 4,9%). A gazdasági világválság hatására a gazdaság 2009-re 2-3%-os recesszióba süllyedhet.

## Gazdasági ágazatok

### Halászat és halfeldolgozás

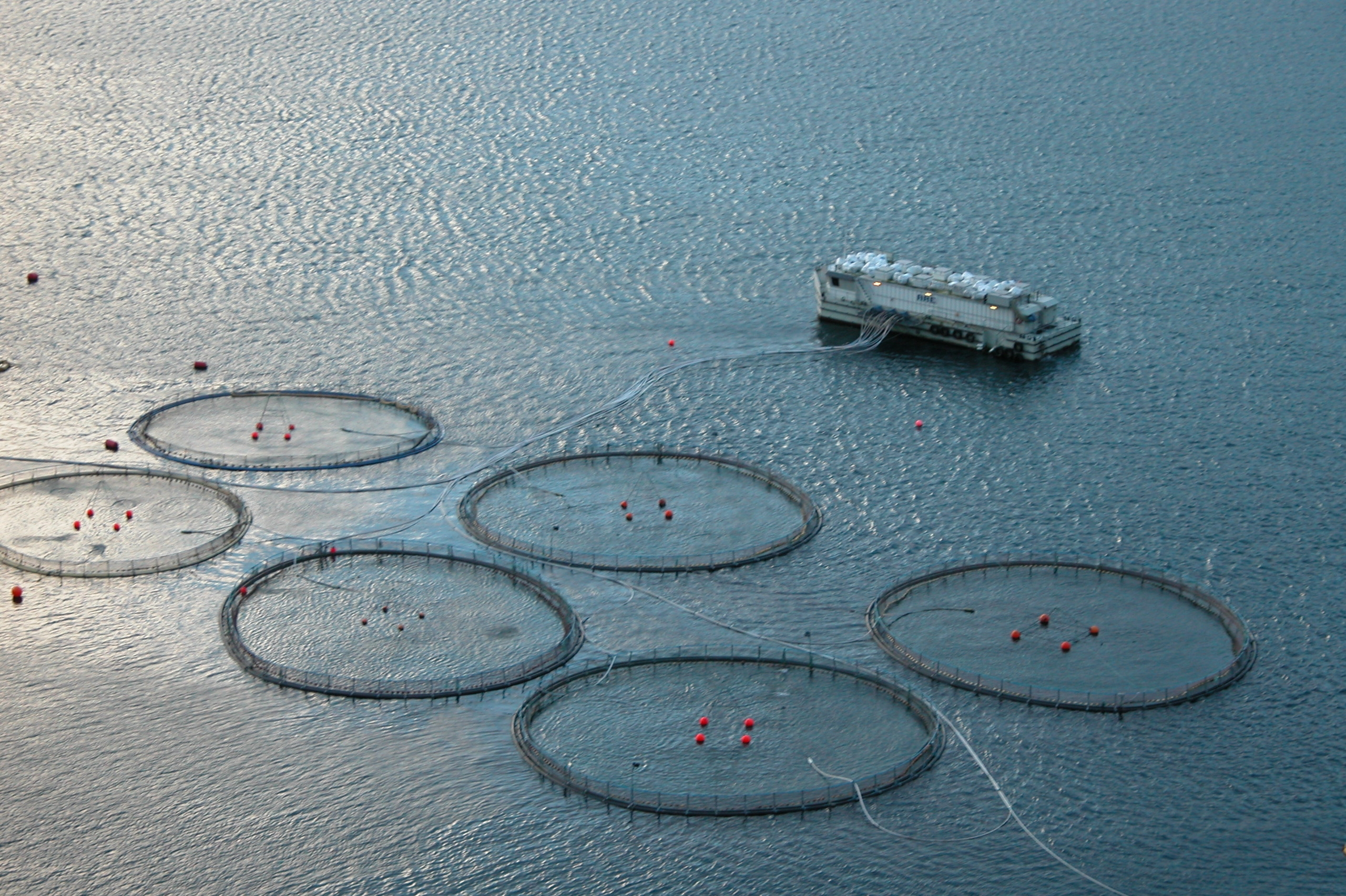
Halnevelés Vestmanna közelében

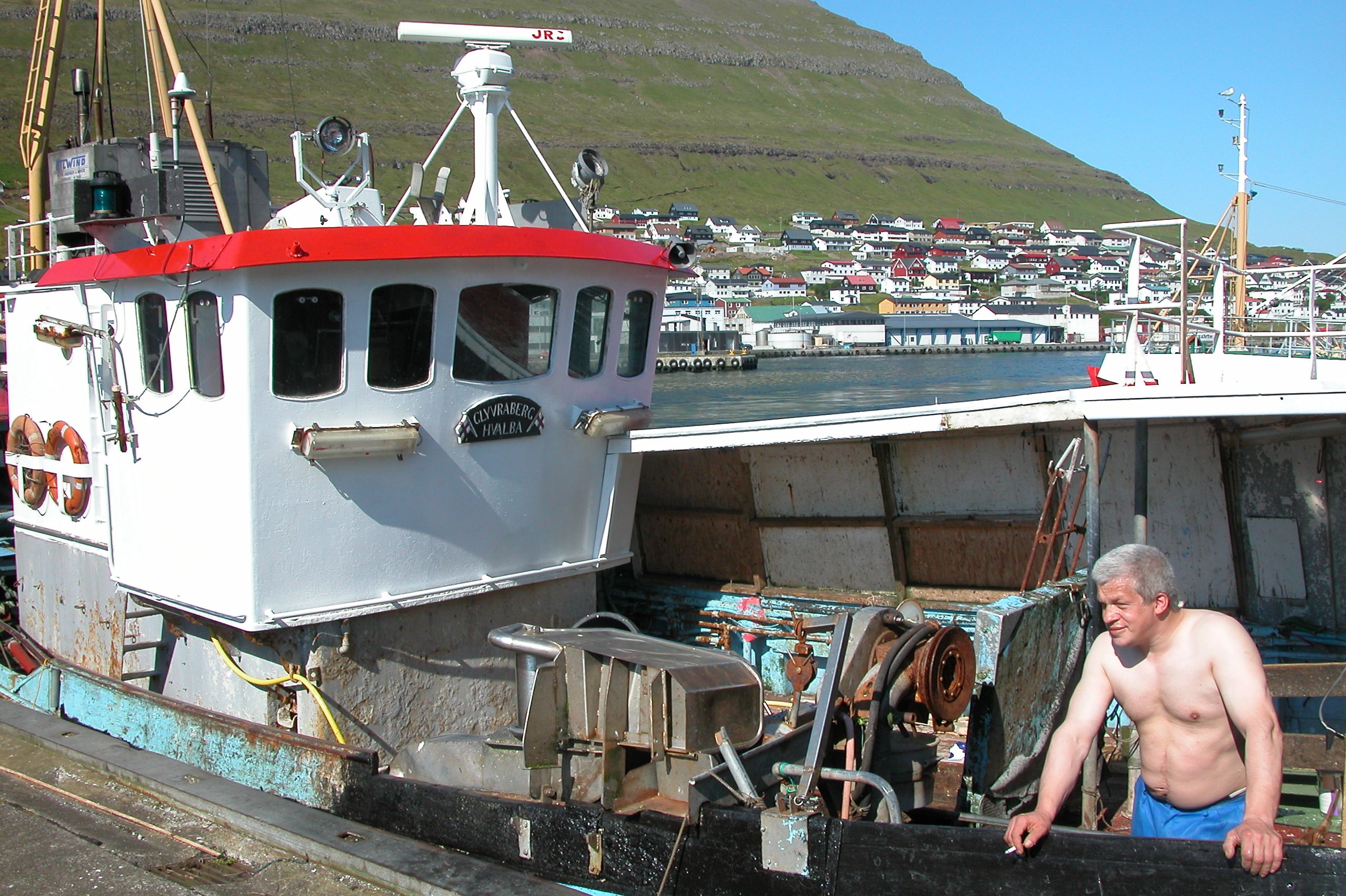
Klaksvíki halászember

A halászat hagyományosan az ország legjelentősebb exportorientált gazdasági ágazata, bár jelentősége fokozatosan mérséklődik. Az észak-atlanti térségben Feröer az ötödik legnagyobb halásznemzet, világszinten a 25. helyre tehető. 2005-ben a fogás 580 823 tonnát tett ki. Minden évben több, mint 100 000 tonna halterméket adnak el, 2005-ben ez 135 244 tonna volt, 1,15 milliárd korona értékben. 1993-hoz képest ez 90%-os növekedést jelent tömegében és 183%-ot értékét tekintve. Ennek jelentős része tőkehal, illetve lazac.
Az egész országban találunk halfeldolgozó üzemeket. A halászflotta 158 darab 20 BRT feletti hajóból áll. A halászat és halfeldolgozás mintegy 4600 embert (a foglalkoztatottak mintegy 20%-át) foglalkoztat, és az export 95%-át (szolgáltatásokat is beleszámítva 82%-át) adja.
Feröer halászterülete a partvonaltól 200 tengeri mérföldre terjed ki, innen származik a fogás túlnyomó része. Hasonló a helyzet a szomszédos Izlandon is. A 200 mérföldes zónák átfedést mutatnak, ami három évtizedig tartó vitákhoz vezetett, melyeket végül egy 2007. február 2-án aláírt megegyezés zárt le. Mindkét ország csak korlátozott jogokat enged meg a külföldi halászhajóknak a felségvizein, de egymással kölcsönösen kivételt tesznek.
A mélytengeri halászat mellett part menti halászattal is foglalkoznak, amihez speciális feröeri csónakot használnak.
Az üzemanyag-szükséglet miatt a halászati ágazat kőolaj-függősége jelentős, ezért 2008 folyamán az olajár meredek emelkedése jelentős költségemelkedést okozott, ami csak az év második felében enyhült.

#### Akvakultúra
Sikeres ágazat az akvakultúra (főként pisztráng és lazac nevelése), amely jelentős mértékben részesedik az exportbevételekből: 2008 első 11 hónapjában a teljes exportbevétel 26%-át tette ki. Az ágazatot 2003-2004-ben válság rázta meg, ekkor jött létre több kisebb cég egyesülésével a P/F Bakkafrost Holding, amely 2007 végén az ország legjelentősebb lazactenyésztője volt.

#### Cetvadászat
A hosszúszárnyú gömbölyűfejű-delfinek sokat vitatott vadászata nem kereskedelmi célból, hanem az önellátás keretein belül történik. 2001 és 2007 között összesen 4848 ilyen cetet pusztítottak el, ez évente 693 példánynak felel meg.

### Mezőgazdaság

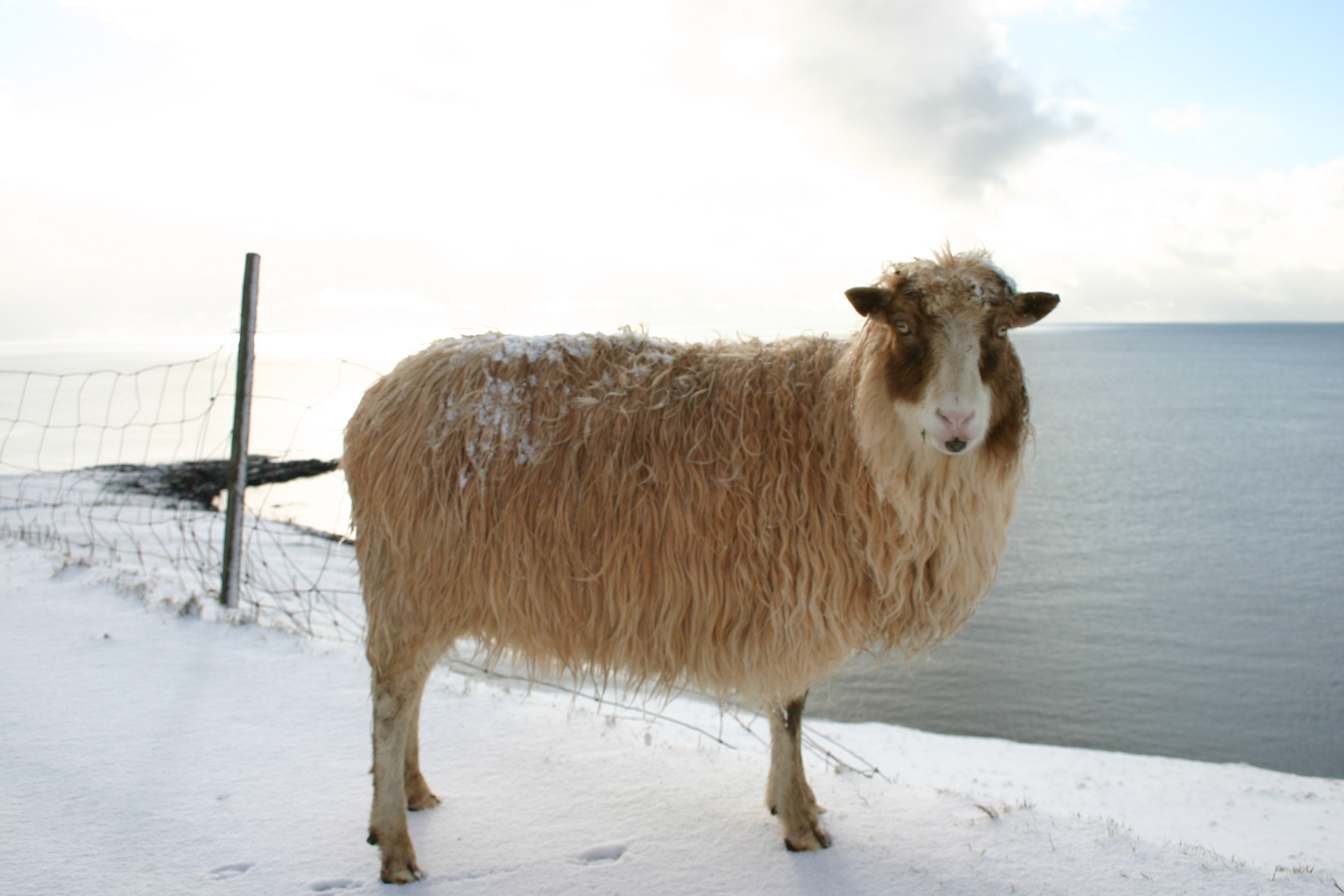
A mezőgazdaság fő ágazata a juhtenyésztés

A hagyományos juhtenyésztés (mintegy 75 000 állat) a kivitelben alárendelt szerepet játszik, de a feröeri gyapjútermékek jó hírnévnek örvendenek. A bárányhúst szívesen fogyasztják a szigeteken, így a fogyasztás felét importból kell fedezni.
A juhok mellett tehenet, baromfit, ludat tartanak, ennek megfelelően tejtermékeket és tojást is termelnek a hazai piacra.

### Bányászat

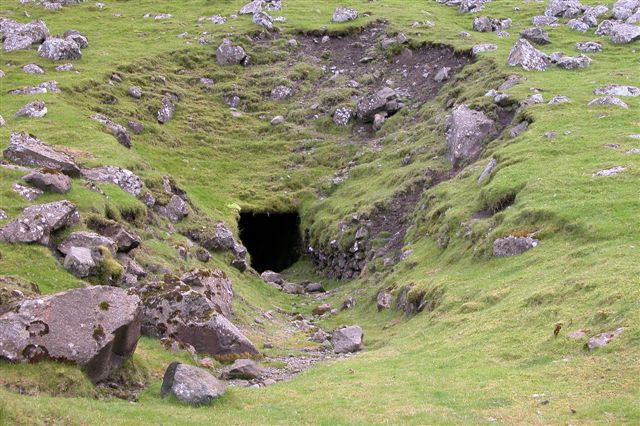
Felhagyott szénbánya Trongisvágurtól északra

2004 májusában tartották Feröer első nemzetközi geológiai konferenciáját, amely többek között a tenger alatt fellelhető olajtartalékok feltárásával foglalkozott. A kőolaj a feröeri gazdaság nagy reménysége, ami pénzügyi függetlenséget biztosíthatna Dániától, de ezidáig nem találtak gazdaságosan kitermelhető készleteket.

### Ipar
Iparára a hajóépítés és a kézműipar a jellemző.

### Energetika
A villamos energia előállítását és elosztását a feröeri elektromos művek, a SEV felügyeli. 2005-ben az elektromos energia 39%-át vízerőműben, 55%-át hőerőműben, 6%-át szélerőműben állították elő. A szélenergia aránya folyamatosan növekszik.

### Szolgáltatások

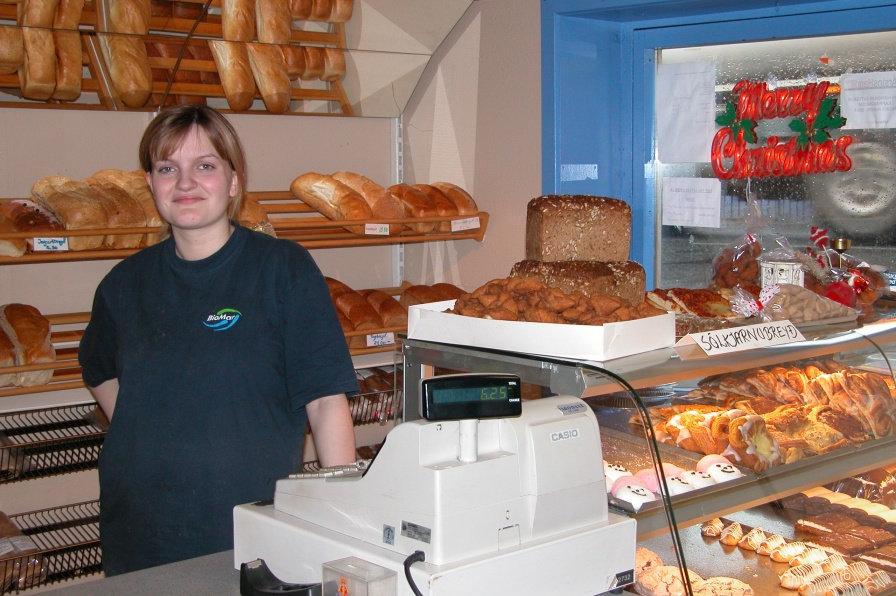
Pékség Vágurban

#### Idegenforgalom
Feröer népszerű célpont a csillagászok körében, mivel fekvésének és az alacsony fényszennyezésnek köszönhetően ideális hely a sarki fény megfigyelésére, de az északi félgömb leglátványosabb csillagképei – a Nagy Medve, a Kis Medve és a Cassiopeia is tisztán láthatók. A 2015. március 20-i napfogyatkozás például mintegy 3000 látogatót vonzott.
2003-ban a szállodákban és vendégházakban eltöltött vendégéjszakák száma a következőképpen oszlott meg: 24 405 belföldi, 31 571 dán, 11 104 norvég, 5253 izlandi, 4820 brit és ír, 4149 német.
Tórshavnban 800 szállodai ágy található.

#### Pénzügyi szolgáltatások
Feröeren egyetlen kereskedelmi bank működik, a BankNordik, valamint három takarékpénztár, köztük az Eik Banki. A bankrendszert a dán törvények szabályozzák és a dán hatóságok felügyelik. Az 1989-ben kezdődő recesszió hatására 1992–1993 folyamán az akkori két nagy bank állami tőkeinjekcióra szorult, majd állami tulajdonba került, végül 1994-ben összevonták őket P/F Føroya Banki néven; később nevét BankNordikra változtatta.

#### Média
Feröeren számos újság – köztük a nagy múltú Dimmalætting és Sosialurin – mellett három rádió- és egy tévéadó működik; az állami rádió- és televíziótársaság a Kringvarp Føroya. A legnépszerűbb hírportálok között a portal.fo mellett megtalálható a Dimmalætting és a Norðlýsið internetes kiadása is.

### Közlekedés, szállítás

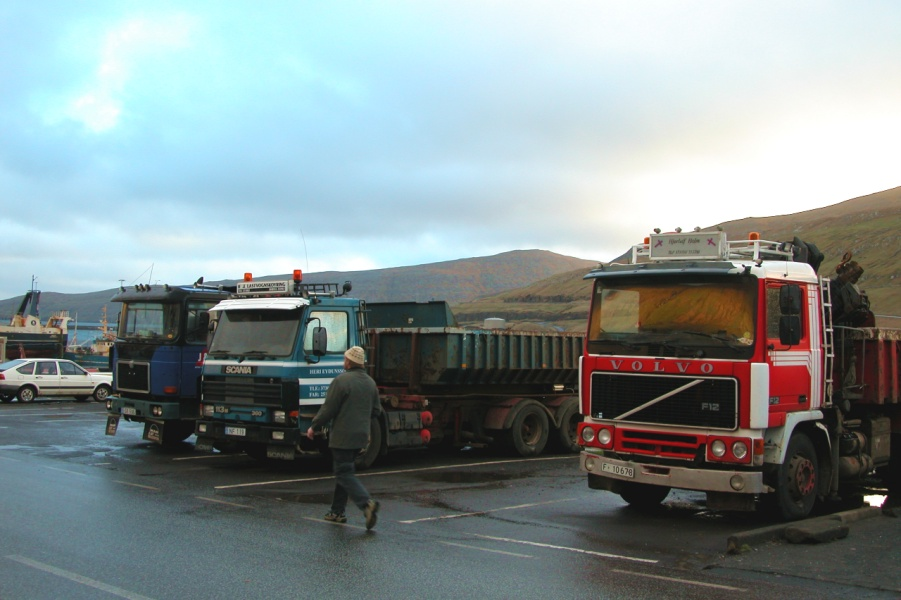
Teherautók Vágur kikötőjében

A nemzetközi teherszállítási kapcsolatok a hajózás területén kiválóak: heti rendszerességű menetrend szerinti kapcsolat van az Egyesült Királyság, Németország, Hollandia, Dánia, Svédország, Norvégia és Izland kikötőibe.
Az Atlantic Airways napi rendszerességű légi összeköttetést biztosít Koppenhágával és rendszeres járatokat indít több szomszédos országba. A belföldi közösségi közlekedést – komp- és autóbuszjáratokat – a Strandfaraskip Landsins üzemelteti.

## Külkereskedelem

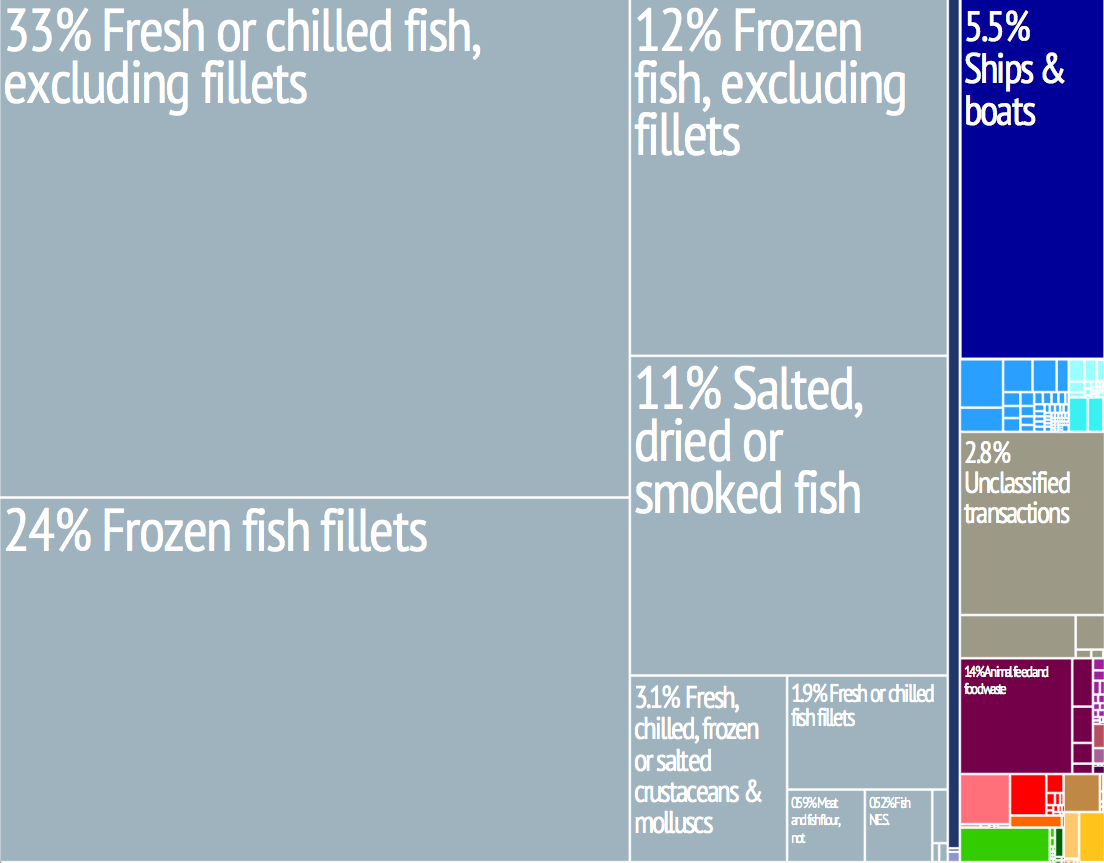
Feröer exportja termékcsoportonként (2009)

A kivitel (3579 millió korona, 2005) 95%-át halászati termékek teszik ki. Emellett fontos még a hajójavítás és a Postverk Føroya által kiadott bélyegek. A Tutl zenekiadó és a Sirri gyapjú-divatcég saját szűk szegmensükben jelentősnek tekinthetők. A fő célországok: Egyesült Királyság, Dánia, Spanyolország, Franciaország, Norvégia.
A behozatal (3912 millió korona, 2005) fő termékei a nyersanyagok, fogyasztói javak, hajók ill. gépek és berendezések. Fő importpartnerei: Dánia, Norvégia, Egyesült Államok, Spanyolország, Németország.

## Foglalkoztatás
2007-ben a foglalkoztatottak száma 25 613 volt, ebből 13 703 férfi és 11 910 nő. 2007 novemberében a 15-74 éves népesség aktivitási rátája 85,8%, a foglalkoztatottság 84,2% volt, a munkanélküliség 1,8%.
A foglalkoztatottak szektoronkénti megoszlása a következő:
| Ágazat                        | Fő     | %     |
| ----------------------------- | ------ | ----- |
| Primer szektor                | 2 868  | 11,2  |
| Halászat                      | 2 188  | 8,5   |
| Akvakultúra                   | 535    | 2,1   |
| Szekunder szektor             | 5 612  | 21,9  |
| Halfeldolgozás                | 1 708  | 6,7   |
| Építés                        | 2 070  | 8,1   |
| Tercier szektor               | 17 133 | 66,9  |
| Kereskedelem, szolgáltatás    | 3 179  | 12,4  |
| Közigazgatás, közszolgáltatás | 8 682  | 33,9  |
| Összesen                      | 25 613 | 100,0 |

A primer és a szekunder szektorban a férfiak dominálnak (különösen a halászat, a hajógyártás és az építőipar területén), a tercier szektorban viszont több nő áll alkalmazásban. A közigazgatás és közszolgáltatás területén dolgozik a női foglalkoztatottak több mint fele, itt számuk kétszeresen felülmúlja a férfiakét.

## Államháztartás
A közszféra az elmúlt években jelentősen tudta csökkenteni eladósodottságát, így kezelni tudja az elkövetkező néhány év várható költségvetési hiányát. A 2009-es költségvetést 4%-os GDP-arányos hiánnyal tervezték, hogy a kormányzati kiadások növelésével segítsék a gazdaságot.

### Adózás
A társasági adó kulcsa Feröeren 18%. Vagyonadó, illetve ingatlanadó nincsen.

### Fizetőeszköz
Feröer hivatalos pénzneme a feröeri korona. A Dán Nemzeti Bank bocsátja ki, ugyanis a feröeri korona nem független pénznem, hanem dán bankjegyek feröeri motívumokkal (főleg állatokkal és tájképekkel) díszítve. A Dán Nemzeti Bank költség nélkül vált dán koronát feröeri koronára és fordítva. Noha a dán korona nem hivatalos fizetőeszköz Feröeren, a legtöbb helyen elfogadják.